# Тхакохов, Борис Тенуевич
Борис Тенуевич Тхакохов (Токаков) (род. 1934) — советский животновод, старший чабан колхоза «Ильичёвский» Прикубанского района Карачаево-Черкесской АССР, полный кавалер ордена Трудовой Славы (1991).

## Биография
Родился 13 марта 1934 года в селе Верхняя Мара Микоян-Шахарского района Карачаевской автономной области (ныне Карачаевского района Карачаево-Черкесии) в семье Тену Токакова и Байдымат Хубиевой. Получил начальное образование.
В первые годы Великой Отечественной войны отец был призван на фронт. Семья же его в 1943 году была депортирована в Киргизскую ССР (село Красная Речка Ивановского района Фрунзенской области). Вместе со старшими братьями Норием и Якубом Борис работал в колхозе «Красная Речка» чабаном.
По возвращении из мест депортации в 1959 году был принят на работу чабаном в колхоз «Родина» Прикубанского района Карачаево-Черкесской автономной области. Начиная с 1965 года, неоднократно отмечался ведомственными и государственными наградами за свой добросовестный труд по получению высоких приплодов овец. Перевыполняя задания по производству шерсти (получил 153 ягнёнка от 100 овцематок в 1982 году в первом квартале, настриг шерсти с каждой головы 5,2 кг, занял второе место в районном социалистическом соревновании).
После выхода на заслуженный отдых проживает в селе Пригородном Прикубанского района Карачаево-Черкесской Республики.

## Награды
- орден Трудовой Славы I, II и III степени (03.12.1991, 14.12.1984, 22.02.1978)
- медаль «За доблестный труд. В ознаменование 100-летия со дня рождения Владимира Ильича Ленина» (1970)
- серебряная (1988) и три бронзовые (1978, 1981, 1982) медали ВДНХ
- знак «Победитель социалистического соревнования» (1973, 1975, 1976, 1977, 1979)
- почётное звание «Лучший чабан Карачаево-Черкесии» (1983)
- почётная грамота Министерства сельского хозяйства Российской Федерации и именные золотые часы (2006)